# Metabactrites
Metabactrites — викопний рід головоногих молюсків вимерлої родини Mimosphinctidae ряду Agoniatitida підкласу амоноідей, що існував в девонському періоді (409 млн років тому). Викопні рештки знайдені в Німеччині.

## Опис
Найдавніший з відомих амонітів. Зовні він був схожий на представників ряду Bactritida, що були предками амонітів, але його раковина на кінці була закручена у спіраль на один повний оборот. У Bactritida раковина пряма або трохи зігнута на кінці, а в амоноідей раковина зігнута у спіраль в декілька оборотів. Тому вважається, що Metabactrites є перехідною ланкою між Bactritida та Ammonoidea.

## Види
- Metabactrites formosus Bogoslovsky 1972
- Metabactrites fuchsi De Baets et al. 2013